# Florian Hammer
Florian Hammer (* 17. Juni 1982) ist ein deutscher Poolbillardspieler.

## Karriere
Nachdem Florian Hammer bei der Junioren-Weltmeisterschaft Fünfter geworden war, erreichte er im November 2002 beim Tokyo 9-Ball International der IBC-Tour den 17. Platz. Bei den Deutschen Meisterschaften 2002 und 2003 belegte er jeweils den fünften Platz im 8-Ball und im 9-Ball.
Im Oktober 2003 erreichte Hammer das Halbfinale der German Open und gewann damit erstmals eine Medaille auf der Euro-Tour. 2006 gewann er durch einen Finalsieg gegen den Griechen Evangelos Vettas die erste Austragung der Stuttgart Open. Im Juni 2015 erreichte Hammer das Halbfinale der German Open und unterlag dort dem späteren Sieger des Turniers Petri Makkonen.
Hammer spielt derzeit beim Bundesligisten BSV Fürstenfeldbruck, mit dem er 2011, 2012 und 2013 deutscher Vizemeister wurde.